# Hey Ya!
Hey Ya! är en poplåt skriven och producerad av André 3000 till hans album The Love Below, den ena delen av Outkast-dubbelalbumet Speakerboxxx/The Love Below från 2003. Den släpptes även som en av två förstasinglar från albumet i september samma år. 
Låten blev en stor internationell hit med topp 10-placeringar på singellistor världen över och förstaplaceringar bland annat på amerikanska Billboard Hot 100 och den svenska singellistan.
Låten har influenser från funk och rockmusik. Detta har bidragit till att band som  Razorlight och The Hives har kunnat göra en cover på låten.

### Fotnoter
1. ↑  ”Hey Ya! - Single” (på engelska). https://itunes.apple.com/us/album/hey-ya!/id387290101?i=387290210. Läst 10 juli 2013.